# Парис (Мисури)
Парис (енгл. Paris) град је у америчкој савезној држави Мисури.

## Демографија
По попису из 2010. године број становника је 1.220, што је 309 (-20,2%) становника мање него 2000. године.
| Група             | 2000.         | 2010.         |
| Белци             | 1.402 (91,7%) | 1.137 (93,2%) |
| Афроамериканци    | 95 (6,2%)     | 60 (4,9%)     |
| Азијати           | 1 (0,1%)      | 2 (0,2%)      |
| Хиспаноамериканци | 7 (0,5%)      | 8 (0,7%)      |
| Укупно            | 1.529         | 1.220         |